# Kisa
Kisa est une localité de Suède située dans la commune de Kinda, dans le comté d'Östergötland.
Sa population était de 3 813 habitants en 2019.